# Авиньонские девицы
«Авиньонские девицы» (фр. Les Demoiselles d’Avignon) — картина испанского и французского художника Пабло Пикассо 1907 года, с которой начался кубизм. Входящая в постоянную коллекцию Музея современного искусства в Нью-Йорке, она изображает пять обнаженных женщин-проституток в борделе на улице Каррер д'Авиньо в Барселоне, Испания. Пикассо говорил, что этнический примитивизм, отраженный в этих масках, побудил его «высвободить совершенно оригинальный художественный стиль неотразимой, даже дикой силы», что привело его к добавлению шаманского аспекта в свой проект.

## История создания
«Авиньонские девицы» — первая картина кубистического периода Пикассо, написана в 1907 году. Вдохновением для данной картины, возможно, послужила картина Поля Сезанна «Купальщицы», а также выставка иберийской скульптуры, прошедшая в Париже в 1906 году. Первоначальное название картины — «Философский бордель», окончательное название «Авиньонские девицы» дал писатель Андре Сальмон, друг Пикассо. Полотно привлекло большое внимание парижских художников. Под впечатлением от картины Жорж Брак написал «Обнажённую», влияние «Авиньонских девиц» просматривается также в творчестве Андре Дерена и Робера Делоне.
В 1920 году картину приобрёл коллекционер Жак Дусе, до этого картина не выставлялась. Впервые полотно попало на выставку в 1937 году.

## Сюжет
По одной из версий, «сюжет» картины навеян борделем в барселонском Готическом квартале на улице Каррер д’Авиньо. На полотне изображено пять обнажённых женщин, написанных в разной манере. Две правые фигуры с лицами, напоминающими африканские маски, знаменуют собой рождение нового течения в живописи, кубизма. Женщины написаны в розово-охристых тонах, фон в голубых тонах, что напоминает о «розовом» и «голубом» периодах творчества Пикассо.

## Наследие
В июле 2007 года Newsweek опубликовал двухстраничную статью о Les Demoiselles d’Avignon, определив картину, как «самое влиятельное произведение искусства за последние 100 лет». В июне 2017 Нью Йорк Таймс публикует статью искусствоведа Холланда Коттера, в которой утверждается, что Пикассо «изменил историю этой работой. Он заменил безобидный идеал классического обнаженного тела новым видом агрессивно сексуальных и опасных существ».
Картина Les Demoiselles d’Avignon показана во втором сезоне (2018) телесериала Genius, посвященном жизни и творчестве Пикассо.